# Erich Ripperger
Erich Ripperger (ur. 9 kwietnia 1909 w Albrechts w Turyngii, zm. 21 stycznia 1979)  wschodnioniemiecki pułkownik, szef wywiadu wojskowego NRD. 

## Życiorys
Pochodzenia robotniczego – ojciec był z zawodu ślusarzem. Uczęszczał do szkoły podstawowej i zawodowej; tokarz z metalu. Był zatrudniony jako ślusarz w Heinrichs (1926–1929), następnie bezrobotny (1929–1932). Wstąpił do Komunistycznego Związku Młodych Niemiec (Kommunistischer Jugendverband Deutschlands - KJVD) (1929–1932) i Rewolucyjnej Opozycji Związkowej (Revolutionäre Gewerkschafts-Opposition - RGO) (1931). W 1932 udał się do ZSRR, gdzie pracował jako ślusarz w Moskwie, wstąpił do Komsomołu i uzyskał obywatelstwo radzieckie.  Uczestniczył w hiszpańskiej wojnie domowej (1937–1939), był mechanikiem lotniczym w fabryce samolotów w Reos, od 1938 członek Komunistycznej Partii Hiszpanii (Partido Comunista de España). W 1939 został internowany we francuskim obozie w St. Cyprien i powrócił do ZSRR. Pracował w Fabryce Obrabiarek (Станкостроительный завод) w Moskwie, w zawodzie ślusarza w Niżnym Tagile (1941–1945), instruktora politycznego w obozach jenieckich i ponownie w Niżnym Tagile. Uczestnik kursu w szkole partyjnej Komunistycznej Partii Niemiec (Kommunistische Partei Deutschlands - KPD) pod Moskwą (1945).
Do Niemiec powrócił na przełomie lat 1945/1946. Członek KPN/SPJN; sekretarz miasta i obozu koncentracyjnego KPD/SED w Suhl (1946). W 1946 został funkcjonariuszem policji granicznej (Grenzpolizei) w stopniu pułkownika. W 1952 przeszedł do Wywiadu Wojskowego NRD pełniąc funkcje szefów wydziałów – wywiadu agenturalnego (1955–1960) i zabezpieczenia operacyjnego (1960–1963), incydentalnie zastępcy szefa ds. politycznych i następnie ds. ogólnych, p.o. szefa Wywiadu (1957). W 1963 z uwagi na stan zdrowia przeszedł na emeryturę.  